# Адвокатская тайна
Адвокатская тайна — включает в себя те сведения, которые сообщены адвокату в силу носимого им звания и разглашение которых противоречит интересам лица, их сообщившего.
Практика соблюдения адвокатской тайны существовала уже в Древнем Риме.  Франсуа-Этьен Молло в книге «Règles de la profession d’avocat» приводит изречение Марка Катона: «testimonium adversus clientem nemo dici». Boпрос об адвокатской тайне привлекал к себе особенное внимание во Франции. Строгое соблюдение вверенных тайн ставилось там основным условием существования адвокатуры. 
Установленная обязанность соблюдать тайну может иногда оказаться в противоречии с интересами не менее важными и, прежде всего, с интересами общественной безопасности — если адвокату, например, стало известно от доверителя о совершившемся или готовящемся преступлении. Какому из этих интересов следует отдать предпочтение и каким пожертвовать — вопрос, не предусмотренный в положительных законодательствах и весьма спорный в доктрине.
Под благом общественным мэтр Молло разумеет «предотвращение большого бедствия или вреда, имеющего быть причиненным ближнему в случае необнародования тайны». Практическую важность имеет в особенности коллизия между необходимостью соблюдать тайну и обязанностью свидетельствовать на суде по гражданским и уголовным делам. На этот счет большинство европейских кодексов содержит прямые указания.

## Вопросы адвокатской тайны в России
- Доклад присяжного поверенного Даниила Иосафатовича Невядомского по дисциплинарному делу (34-й отчет Совета присяжных поверенных округа Московской судебной палаты, М., 1900, стр. 124—141);
- «Правила адвокатской профессии в России», составленные присяжным поверенным Александром Николаевичем Марковым (М., 1913, фрр. 788—799)
- Цыпкин А. Л. Адвокатская тайна. — Саратов: СГУ, 1947. — 40 с.
- Книга Молло переведена и издана на русском языке в 1894 г.